# Ryszard Wagner (geolog)
Ryszard Mieczysław Wagner (ur. 28 czerwca 1938 w Warszawie) – polski geolog, profesor doktor habilitowany nauk o Ziemi. Specjalista w zakresie stratygrafii cechsztynu, geologii regionalnej oraz geologii naftowej.

## Młodość
Urodzony w rodzinie inteligenckiej. W czasie wojny przeżył okupację niemiecką w Warszawie. Po powstaniu warszawskim przeszedł wraz z matką przez obóz w Pruszkowie i został wysiedlony w rejon Nowego Miasta nad Pilicą. Po zakończeniu okupacji niemieckiej wrócił z rodzicami do Warszawy.
W latach 1947–1949 chodził do prywatnej szkoły podstawowej Zofii Tobolcew na ul. Puławskiej 33, a po jej likwidacji uczęszczał do 1952 do szkoły podstawowej im. Benito Juareza na ul. Narbutta. W latach 1952–1956 uczył się w VI Liceum Ogólnokształcącym im. Tadeusza Reytana w Warszawie, gdzie uzyskał maturę, po czym wstąpił na Wydział Geologii Uniwersytetu Warszawskiego.
Studia wyższe ukończył w 1962, otrzymując dyplom magistra geologii po obronie pracy Stratygrafia kredy górnej wzdłuż linii profilu Józefów Biłgorajski-Zamość-Krasnystaw, wykonanej pod kierunkiem prof. dra hab. Władysława Pożaryskiego.

## Praca zawodowa
15 sierpnia 1962 rozpoczął pracę w Instytucie Geologicznym (po zmianie nazwy – w Państwowym Instytucie Geologicznym) w Warszawie. Pracując nieprzerwanie od 1962, przeszedł przez wszystkie stopnie zarządzania pracami naukowymi i administracyjnymi: od stanowiska kierownika pracowni, po stanowisko zastępcy dyrektora ds. naukowych. Oprócz tego kierował wieloma tematami naukowymi i zespołami pracowników naukowych.

## Stanowiska
- 1962–1963 – geolog stażysta, Zakład Geologii Niżu IG, Warszawa
- 1963–1965 – asystent naukowo-badawczy, Zakład Geologii Niżu IG, Warszawa
- 1965–1968 – starszy asystent naukowo-badawczy, Zakład Geologii Złóż Ropy Naftowej i Gazu IG, Warszawa
- 1968–1995 – adiunkt, Zakład Geologii Złóż Ropy Naftowej i Gazu PIG, Warszawa
- 1969–1984 – kierownik Pracowni Prognoz Ropo- i Gazonośności w Zakładzie Geologii Złóż Ropy Naftowej i Gazu PIG, Warszawa
- 1984–1990 – kierownik Zakładu Geologii Złóż Ropy i Gazu PIG, Warszawa
- 1990–1998 – I zastępca dyrektora PIG ds. naukowych, Warszawa
- 1998–2004 – docent PIG, Warszawa
- 2004–2011 – profesor PIG, Warszawa

## Tematyka badawcza
Ryszard Wagner zajmował się badaniami utworów cechsztynu na Niżu Polskim, formacji zasobnej w złoża soli kamiennych, soli potasowo-magnezowych, jednych z największych na świecie złóż miedzi, a także liczne złoża ropy naftowej i gazu ziemnego. Specjalizował się w badaniach litostratygraficznych, litofacjalnych i paleogeograficznych, a także w problematyce ropo- i gazonośności.
W 1985 obronił pracę doktorską Litostratygrafia cechsztynu w północno–zachodniej Polsce, której promotorem był prof. dr hab. Ryszard Dadlez. Rozprawa otrzymała wyróżnienie Rady Naukowej IG. Autor zaproponował w niej nowy, formalny podział litostratygraficzny litofacji zubrów, występującej w najwyższej części profilu cechsztynu, w centrum basenu ewaporatowego, i jego korelację z profilami standardowymi.
W 1995 otrzymał tytuł naukowy doktora habilitowanego za pracę Stratygrafia osadów i rozwój basenu cechsztyńskiego na Niżu Polskim. Zawarty w niej unowocześniony schemat litostratygraficzny cechsztynu jest do dziś stosowany w Polsce i za granicą.
Następnie R. Wagner wraz ze współpracownikami badał granicę geologiczną perm/trias, przy pomocy metod paleontologicznych, sedymentologicznych i magnetostratygraficznych. Z pewnym przybliżeniem ustalono tę granicę w basenie polskim. W 1997 opracował, wraz z innymi autorami, nową stratygrafię sekwencyjną cechsztynu na obszarze polskiego basenu cechsztyńskiego. Poza tym był współautorem i współredaktorem obszernej monografii fauny i flory permu, która ukazała się w 2001. Był też redaktorem naukowym i współautorem monograficznego dzieła Tablica stratygraficzna Polski – Polska Pozakarpacka i Tablica stratygraficzna Polski – Karpaty, wydanego w 2008 w PIG, które jest syntezą wiedzy stratygraficznej w Polsce. Monografia ta była uhonorowana nagrodą Ministra Środowiska w 2009.
R. Wagner brał też udział w opracowaniu wielu syntez regionalnych i kartograficznych, jako autor i współautor map geologicznych, facjalnych i paleogeograficznych. Do większych prac należą: Atlas litofacjalno–paleogeograficzny permu obszarów platformowych Polski, 1978, pod redakcją Stanisława Depowskiego; Epikontynentalny perm i mezozoik w Polsce, 1995, Atlas geologiczny południowego Bałtyku, 1995, Atlas paleograficzny epikontynentalnego permu i mezozoiku w Polsce, 1998, Analiza basenów sedymentacyjnych Niżu Polskiego, 1998, Mapa paleogeograficzna dolomitu głównego, 1999, Palaeotectonic cross-sections through the Mid-Polish Trough, 2002, Mapa geologiczna odkryta Południowego Bałtyku bez utworów permu i młodszych, 2007 oraz Mapa paleogeograficzna dolomitu głównego (Ca2) w Polsce, 2012. Ponadto opracował wyniki badań osadów cechsztynu w 10 dużych opracowaniach regionalnych.
W specjalnej serii wydawniczej Profile głębokich otworów wiertniczych Instytutu Geologicznego R. Wagner opublikował wyniki badań poszczególnych profilów cechsztynu, uzyskanych z wierceń Instytutu Geologicznego. Seria ta, zapoczątkowana w 1972 profilem wiertniczym otworu Kamień Pomorski IG 1, jest nadal kontynuowana. W zeszytach tej serii opublikował profile cechsztynu z ponad 50 otworów wiertniczych.
W 2004 R. Wagner otrzymał z rąk prezydenta RP tytuł profesora nauk o Ziemi.
W dziedzinie badań ropo- i gazonośności cechsztynu Ryszard Wagner miał udział w odkryciu największych złóż ropy naftowej w Polsce, kierując wieloma projektami prac prognostycznych oraz poszukiwawczych, zlecanych przez Polskie Górnictwo Naftowe i Gazownictwo, Ministerstwo Środowiska i Ministerstwo Nauki.
W latach 1968–1978 był przedstawicielem Instytutu Geologicznego w Zespole ds. Współpracy Przygranicznej Przemysłów Naftowych Polski i Niemieckiej Republiki Demokratycznej, w latach 1986–1992 był członkiem Komisji Oceny Projektów Badań Geologicznych w Ministerstwie Ochrony Środowiska, Zasobów Naturalnych i Leśnictwa, a w latach 1995–1999 członkiem zespołu doradców Prezesa Polskiego Górnictwa Naftowego i Gazownictwa. Brał udział w wypracowywaniu strategii poszukiwań złóż węglowodorów w Polsce, szczególnie w utworach permu na Niżu Polskim i wykonał kilkadziesiąt koreferatów projektów prac geofizycznych i geologiczno-poszukiwawczych. 
Zajmował się głównie problemami akumulacji ropy i gazu w cechsztyńskim dolomicie głównym, podrzędnie w utworach paleozoiku, oraz perspektywami ich występowania w skali regionalnej. W ramach tych prac zdefiniował i określił występowanie skał macierzystych w cechsztyńskim dolomicie głównym. Przyczyniło się to do odkrycia kilku złóż ropy naftowej. W 1990 otrzymał nagrodę Ministra Środowiska za współudział w odkryciu złoża ropy naftowej Tychowo.
W dziedzinie ochrony środowiska R. Wagner jest współautorem międzynarodowych projektów dotyczących zagrożenia wód Morza Bałtyckiego substancjami geogenicznymi. Wykonał ponadto szereg opracowań z zakresu magazynowania CO2 i węglowodorów w strukturach geologicznych na Niżu Polskim. M.in. w 2007 zakończono wieloletnie studium magazynowania węglowodorów i paliw w strukturach solnych na Niżu Polskim dla strategicznych magazynów ropy naftowej i dla potrzeb NATO, przy współpracy z Idaho National Laboratory (USA) i Tureckiej Służby Geologicznej.
R. Wagner brał udział w kilku światowych kongresach geologicznych i wielu sympozjach międzynarodowych. W 1974 uzyskał stypendium ONZ do Niemieckiej Republiki Federalnej, które pozwoliło na odwiedzenie szeregu krajowych służb geologicznych w RFN i ośrodków uniwersyteckich w Hanowerze, Getyndze, Wiesbaden, Moguncji i Bochum. Uczestniczył w organizacji kilku kongresów międzynarodowych, m.in. International Symposium Central European Permian – Jabłonna 1978 oraz XIII International Congress on the Carboniferous and Permian 1995 w Krakowie. Brał udział w realizacji wieloletniego projektu IGCP No 86 (1975–1985) – South-West border of the East European Platform – jako międzynarodowy koordynator map litologiczno-paleogeograficznych cechsztynu basenu europejskiego. Wyniki zostały opublikowane w 1992 przez Bundesanstalt für Geowissenschaften und Rohstoffe, Hanower, Niemcy, w formie atlasu w skali 1:1 500 000.
Ryszard Wagner jest autorem i współautorem około 170 prac publikowanych i 200 prac archiwalnych. Wykonał również wiele koreferatów, ekspertyz i opinii na temat kierunków rozwoju nauk geologicznych i poszukiwań złóż węglowodorów.
Po przejściu na emeryturę w 2011 jest nadal czynny zawodowo, przygotowując recenzje artykułów naukowych, recenzje profesorskie i habilitacyjne, ekspertyzy dla obszarów koncesyjnych dla poszukiwań złóż węglowodorów oraz opracowania profilów cechsztynu dla serii wydawniczej Profile Głębokich Otworów Wiertniczych Państwowego Instytutu Geologicznego.

## Uczestnictwo w pracach komitetów i zespołów doradczych
- Komisja Oceny Projektów Badań Geologicznych w Ministerstwie Ochrony Środowiska, Zasobów Naturalnych i Leśnictwa, 1986–1992
- Komitet Gospodarki Surowcami Mineralnymi PAN, 1990–1993
- Komitet Nauk Geologicznych PAN, 1990–1993, 2007–2011
- Rada Naukowa Państwowego Instytutu Geologicznego, 1991–1995
- Sekcja Geologii Stosowanej i Geofizyki przy Zespole Transportu, Górnictwa, Geologii Stosowanej Komitetu Badań Stosowanych T12, 1992–1994
- Komitet Organizacyjny XIII International Congress on the Carboniferous and Permian w Krakowie, Przewodniczący Komisji Programowej i Komisji Grantowej, 1993–1995 oraz Komitetu redakcyjnego Proceedings of the XIII International Congress on the Carboniferous and Permian, 1994–1997
- Komisja Zasobów Kopalin przy Ministrze Ochrony Środowiska, Zasobów Naturalnych i Leśnictwa, 1992–1999
- Zespół doradców Prezesa Polskiego Górnictwa Naftowego i Gazownictwa, 1995–1999
- Międzyresortowy Zespół ds. ogólnego nadzoru i monitorowania realizacji programu rekultywacji terenów zdegradowanych przez wojska Federacji Rosyjskiej, przy Ministrze Ochrony Środowiska, Zasobów Naturalnych i Leśnictwa, 1996–1999
- Komitet redakcyjny Kwartalnika Geologicznego, a następnie Geological Quarterly, 1992–2002

## Nagrody i odznaczenia
- 1981 – Srebrna Odznaka „Zasłużony dla Polskiej Geologii”
- 1988 – Złoty Krzyż Zasługi
- 1990 – Stopień Dyrektora Górniczego I stopnia
- 1990, 1998, 2004, 2009 – Nagrody Ministra Środowiska za działalność naukowo-badawczą
- 1992 – Złota Odznaka „Zasłużony dla Górnictwa PRL”
- 1994 – Stopień Generalnego Dyrektora Górniczego III stopnia
- 1995, 1996, 1998 (dwukrotnie), 2000 – Nagrody Dyrektora PIG za działalność badawczą
- 1996 – Złota Odznaka honorowa „Za Zasługi dla Ochrony Środowiska i Gospodarki Wodnej”
- 1996 – Złota Odznaka Państwowego Instytutu Geologicznego
- 2010 – Krzyż Kawalerski Orderu Odrodzenia Polski

## Działalność społeczna
Ryszard Wagner był w 1981 członkiem założycielem NSZZ „Solidarność” w Instytucie Geologicznym. W latach 1981–1982 był członkiem władz pierwszej Komisji Zakładowej NSZZ Solidarność w IG. W latach 1982–1989, w stanie wojennym i bezpośrednio po jego zniesieniu, R. Wagner był przewodniczącym Tymczasowej (Tajnej) Komisji Zakładowej NSZZ Solidarność w Państwowym Instytucie Geologicznym. W 1989 był zaangażowany z ramienia Związku w organizację wyborów do Sejmu i Senatu RP. Działalność związkową zawiesił w 1990, po objęciu stanowiska Zastępcy Dyrektora PIG.
W 2019 opublikował wraz Grażyną Niemczynow-Burchart książkę Solidarność Instytutu Geologicznego 1980–1989: wspomnienia konspiratorów, Warszawa 2019, ISBN 978-83-955440-0-2. 

## Wybrane publikacje

### Indywidualne
- Wagner R., 1969, „Perm górny (cechsztyn)”. W: Stanisław Tyski (red.), Synekliza perybałtycka cz. I. Budowa geologiczna. „Prace Geostrukturalne”. s. 57–66, Inst. Geol., Warszawa
- Wagner R., 1971, „Stratygrafia i paleogeografia – perm górny”. W: Krzysztof Jaworowski (red.), Ropo- i gazonośność obniżenia podlaskiego. Cz. I. Budowa geologiczna obniżenia podlaskiego. „Prace Geostrukturalne”, s. 10–11. Inst. Geol., Warszawa
- Wagner R. 1971, „Cechsztyn”. W: R. Dadlez (red.), Ropo- i Gazonośność obszaru nadbałtyckiego między Świnoujściem a Darłowem na tle budowy geologicznej. Cz. I. Budowa geologiczna. „Prace Geostrukturalne”, s. 182–186. Inst. Geol., Warszawa
- Wagner R., 1972–2021, Opracowania cechsztynu z 62 profilów, publikowane w 52 zeszytach, w serii wydawniczej „Profile Głębokich Otworów Wiertniczych Instytutu Geologicznego”. Państw. Inst. Geol., Warszawa
- Wagner R., 1984, Litostratygrafia cechsztynu w północno–zachodniej Polsce. Opracowanie archiwalne. NAG. PIG-PIB, Warszawa
- Wagner R., 1976, „Cechsztyn”. W: R. Dadlez (red.). Perm i mezozoik niecki pomorskiej. „Pr. Inst. Geol.” 29, s. 18–39., Inst. Geol., Warszawa
- Wagner R., 1979, „Stratygrafia, litologia i paleogeografia – cechsztyn”. W: M. Jaskowiak-Schoeneichowa (red.), Budowa Geologiczna niecki szczecińskiej i bloku Gorzowa. „Pr. Inst. Geol”. 96, s. 18–25, Inst. Geol., Warszawa
- Wagner R., 1981, „Some problems of the Zechstein stratigraphy in Poland”. In: International Symposium Central European Permian 1978. Proceedings, p. 398–399, 1981. Inst. Geol., Warszawa
- Wagner R., 1983, „Mapa litofacjalna permu – cechsztynu 1:500 000”. W: Antoni Żelichowski, S. Kozłowski (red.), Atlas geologiczno-surowcowy obszaru lubelskiego. Tabl. 14, Inst. Geol., Warszawa
- Wagner R., 1987, Stratigraphy of the Uppermost Zechstein in South-Western Poland, „Bull. PAN”, Vol. 35, NO. 3, p. 265–273
- Wagner R., „Stratygrafia I rozwój sedymentacji – cechsztyn”. W : A. Raczyńska (red.), Budowa geologiczna wału pomorskiego. „Pr. Inst. Geol.”, 69, s. 64–81 Warszawa
- Wagner R., 1988, Ewolucja basenu cechsztyńskiego w Polsce. „Kwart. Geol”., 32, nr 1, s. 33–51, Warszawa
- Wagner R., 1990, Cechsztyn w zachodniej części polskiego akwenu Bałtyku. „Kwart. Geol”., 34, nr 1 s. 93–112, Warszawa
- Wagner R., 1991, Stratigraphy des hoechsten Zechsteins in Polnischen Zentralbecken. „Zbl. Geol. Palaont”., Teil I, H. 4, 883–892
- Wagner R., 1994, Stratygrafia osadów i rozwój basenu cechsztyńskiego na Niżu Polskim. „Pr. PIG” 146, s. 1–171. Warszawa
- Wagner R., 1997, „Perm górny (cechsztyn)”. W: Sylwester Marek, M. Pajchlowa (red.), Epikontynentalny perm i mezozoik w Polsce. „Pr. Państw. Inst. Geol.”, 153, s. 63–82. Warszawa
- Wagner R., 1998, „Paleogeografia cechsztynu”. W: R. Dadlez, S. Marek, J. Pokorski (red.), Atlas paleogeograficzny epikontynentalnego permu i mezozoiku w Polsce 1:2 500 000, Mapy cechsztynu, tabl. 5–9. Państw. Inst. Geol., Warszawa
- Wagner R., 2001, „Występowanie fauny i flory w osadach permu polskiego”. W: M. Pajchlowa, R. Wagner (red.), Atlas skamieniałości przewodnich i charakterystycznych, część 1c, z. 3, Młodszy paleozoik – perm, s. 16–18. Państw. Inst. Geol., Warszawa
- Wagner R., 2001, „Pozycja stratygraficzna permu polskiego w standardowej skali chronostratygraficznej”. W: M. Pajchlowa, R. Wagner (red.), Atlas skamieniałości przewodnich i charakterystycznych, część 1c, z. 3, Młodszy paleozoik – perm, s. 19–25. Państw. Inst. Geol., Warszawa
- Wagner R., 2001, „Late Permian”. In: Stampfli G., Borel G., Cavazza W., Mosar J., Ziegler P. (Eds.), The Paleotectonic Atlas of the PeriTethyan Domain. Tab. II, IGCP Project No 369, European Geophysical Society. CD-ROM
- Wagner R., 2006, Tablica stratygraficzna Polski, Polska Pozakarpacka, Cechsztyn. Koordynacja i redakcja całości. Państw. Inst. Geol., Warszawa
- Wagner R., 2006, Tablica stratygraficzna Polski, Karpaty. Koordynacja i redakcja całości, Państw. Inst. Geol., Warszawa
- Wagner R., 2011, „Skażenia geogeniczne Morza Bałtyckiego węglowodorami płynnymi i gazowymi”. W: S. Uścinowicz (red.), Geochemia osadów powierzchniowych Morza Bałtyckiego. Państw. Inst. Geol., Warszawa

### Współautorskie
- Maciej Podemski, Wagner R., 1966, Podstawy. szczegółowego podziału anhydrytów. „Prz. Geol.” Nr 2, s. 58–62. Warszawa
- Pawłowska K., Podemski M., Wagner R., 1968, „Perm”. W: Jerzy Znosko (red.), Atlas geologiczny Polski 1: 200 000, tabl. 6, Inst. Geol., Warszawa
- Pokorski J., Wagner R., 1970. „Występowanie ropy naftowej i gazu ziemnego – perm”. W: J. Królicka (red.), Ropo- i gazonośność synklinorium warszawskiego na tle budowy geologicznej. Cz II. Warunki występowania bituminów w synklinorium warszawskim. „Prace Geostrukturalne”, s. 83, 100. Inst. Geol., Warszawa
- Wagner R., Pokorski J., 1974, Paleogeography and Stratigraphy of the Permian. „Geol. Inst. Bull.” 252, s. 115–130. Warszawa
- Podemski M., Wagner R., Zbigniew Werner, 1974, „Perm górny”. W: W. J. Czermiński, M. Pajchlowa (red.), Atlas litologiczno-paleogeograficzny obszarów platformowych Polski, 1 : 2 000 000. Cz. I. Proterozoik i paleozoik. Tabl. 26, Inst. Geol., Warszawa
- Czajor E., Wagner R., 1974, „Pokrywa paleozoiczna – perm”. W: Antoni Łaszkiewicz (red.), Skały platformy prekambryjskiej w Polsce. Cz. II. Pokrywa osadowa. „Pr. Inst. Geol.” 74, s. 107–122, Warszawa
- Wagner R., Czajor E., 1975, Quantitative Mikrofaziesinterpretation der Werra Carbonate. „Z. geol. Wiss.” 3, H. 11, s. 1415–1425
- Wagner R., Depowski S., Peryt T.M., Piątkowski T.S., 1978, Sedymentacja i paleogeografia dolomitu głównego a jego ropo- i gazonośność. „Prz. Geol.” Nr. 3, s. 141–145, Warszawa
- Wagner R., (przy współpracy Czajor E., Peryt T.M., Piątkowski T. S.), 1978, Mapy cechsztynu. W: Atlas litofacjalno-paleogeograficzny permu obszarów platformowych Polski. S. Depowski (red.), Część graficzna i tekstowa. Inst. Geol., Warszawa
- Wagner R., Peryt T.M., Piątkowski T.S., 1978, Polski basen cechsztyński. „Prz. Geol.” 26, nr. 12, s. 673–686, Warszawa
- Wagner R., Pokorski J., Dadlez R., 1980, Paleotektonika basenu permu na Niżu Polskim. „Kwart. Geol.” 24, nr. 3, s. 553–569, Warszawa
- Wagner R., Monkevich K.H., Katzung G., Suvejzdis P.J., Smilgis J.J., Jacobsen F.L., Kockel F., Bless M.J.M., Holliday D.W., 1992, Lithologic-palaeogeographical map Stassfurt-Series 1:1 500 000, R. Wagner (Ed.). In: K. B. Jubitz, J. Znosko, D. Franke (Eds.) South-West Border of the East European Platform. Project IGCP No 86., Bundesanstalt für Geowissenschaften und Rohstoffe. Hannover
- Grabowski A., Nawrocki J., Wagner R., 1993, The Permian-Triassic boundary in the Polish Basin in the light of paleomagnetic data, „Geol. Quart.” 37, No. 4, p. 565–578, Warszawa
- Wagner R., Pokorski J., 1995, „Perm”. W: R. Dadlez, J.E. Mojski, B. Słowańska, S. Uścinowicz, J. Zachowicz (red.), Atlas geologiczny południowego Bałtyku. Tabl. VII. Państw. Inst. Geol., Warszawa
- Dadlez R., Marek Narkiewicz, Pokorski J., Wagner R., 1988, „Historia subsydencji a uwarunkowania tektoniczne rozwoju bruzdy śródpolskiej w późnym permie i mezozoiku”. W: M. Narkiewicz (red.), Analiza basenów sedymentacyjnych Niżu Polskiego. „Pr. Państw. Inst. Geol”. 165, s. 47–56, Warszawa
- Wagner R., Peryt T.M., 1998, O możliwości podziału cechsztynu na sekwencje stratygraficzne w basenie polskim. „Pr. Państw. Inst. Geol.”, 165, p. 129–146. Warszawa
- Peryt T.M., Wagner R., 1988, Zechstein evaporite deposition in the Central European Basin: cycles and stratigraphic sequences. „J. Seismic Explor.” No 7, p. 201–218
- Wagner R., Leszczyński K., Pokorski J., Gomulak K., 2002, Palaeotectonic cross-sections through the Mid-Polish Trough. „Geol. Quart.” 46 (3), p. 293–306, Warszawa
- Kotarba M., Wagner R., 2007, Generation potential of the Zechstein Main Dolomite (Ca2) carbonates in Gorzów Wielkopolski-Międzychód-Lubiatów area: geological and geochemical approach to microbial-algal source rock. „Prz. Geol.”, vol. 55, nr 12/1, s. 1025–1036. Warszawa
- Słowakiewicz M., Hubert Kiersnowski., Wagner R., 2009, Correlation of the Upper Permian marine and regressions sedimentary sequences in Polish, German, and USA Western Interior Basins with reference to global time markers. „Palaeoworld”, 18: s. 193–211
- Jaworowski K., Wagner R., Modliński Z., Pokorski J., Sokołowski A., and Sokołowski J., 2010, Marine ecogeology in semi-closed basin: case study on a threat of geogenic pollution of the southern Baltic Sea (Polish Exclusive Economic Zone). „Geol. Quart.”, 54 (2): s. 267–288. Warszawa